# Raven Distribution
Raven Distribution è una casa editrice italiana fondata nel 2003 che pubblica giochi di carte non collezionabili, giochi da tavolo, giochi di ruolo e wargame.

## Giochi pubblicati
Raven Distribution ha pubblicato sia prodotti originali che la versione italiana di giochi editi negli Stati Uniti.

### Giochi da tavolo
- Carnival zombie
- Dead of winter''
- Dwarfest
- Fun Farm!
- Hattrick - Match of the Season
- La Battaglia dei Cinque Eserciti
- Mice and Mystics
- Munchkin Quest
- Panico da pecora
- Pirati contro pirati
- Prestige
- The Resistance
- The Resistance - Avalon
- Through the Ages: La storia delle civiltà
- Winter tales
- Zombi!!!

### Giochi di carte non collezionabili
- Anima
- Bad Babiez
- Chez Geek
- C'era una Volta
- Creature e Cultisti
- Corridori in Fuga
- Drizzit - Il Gioco di Carte
- Dungeoneer
- HFP - Hard Furry Pets
- Illuminati
- Kung Fu
- Jenus - Il Gioco
- Munchkin e prodotti della linea collegata
- Hug Me!!!
- Wherewolf
- Sì, Oscuro Signore!
- Set - Il Gioco di Carte
- Summoner Wars
- Spirits!
- Squillo
- The Boss
- Fluxx
- Zombi Fluxx

### Giochi di miniature
- Battlefront, regolamento per il gioco tridimensionale storico sugli eventi della Seconda Guerra Mondiale.
- Warmachine e Hordes, wargame tridimensionali di ambientazione steampunk-fantasy, pubblicati in Italia su licenza della Privateer Press.

### Giochi di ruolo
- John Doe, gioco di ruolo ispirato all'omonimo fumetto di Roberto Recchioni e Lorenzo Bartoli, edito da Eura Editoriale.
- Kult Oltre il Velo, traduzione italiana della terza edizione.
- L'Era di Zargo, gioco di ruolo di Zargo's Lord
- MethyrFall, ambientazione fantasy sviluppata da r'dice game development.
- Urban Heroes, gioco di ruolo italiano della Tin Hat ambientato nel presente dove le persone comuni acquisiscono superpoteri.
- Anime e Sangue, gioco di ruolo fantasy ideato da uno degli autori di Sine Requie, Matteo Cortini
- Vampiri La Masquerade - Speciale 20º Anniversario, gioco di ruolo facente parte dell'universo del Mondo di Tenebra, edito in America dalla White Wolf.